# Internationaler Suchdienst der Heilsarmee
Der Internationale Suchdienst der Heilsarmee ist eine in rund 100 Ländern mit Büros vertretene Einrichtung der Heilsarmee zur Suche nach vermissten Familienangehörigen. Zuständig ist jeweils das Büro in dem Land, in dem der Suchende wohnt. Bei der Suche sind genau festgelegte Regeln einzuhalten. Die Arbeit ist streng vertraulich. Angaben werden nur im Rahmen der Suchaktion verwendet und nicht an Dritte weitergegeben.
Suchende müssen eine schriftliche Anfrage stellen und einen Fragebogen ausfüllen. Folgende Suchfälle werden nicht angenommen:
- Freunde
- Schuldner
- Ahnenforschung
- Kinder unter 18 Jahre (Polizei und Interpol zuständig)
- In einigen Ländern darf laut Gesetz nach Vätern nichtehelicher Kinder nicht gesucht werden.